# سرآب روانسر
سرآب روانسر دریاچۀ کوچکی است که در شهر روانسر در استان کرمانشاه واقع شده‌است. 

## مشخصات
سرآب روانسر منشأ اصلی رودخانۀ قره‌سو است که یکی از بزرگترین و طویل‌ترین رودخانه‌های استان کرمانشاه می‌باشد.
این سرآب از کوهستان شاهو سرچشمه می‌گیرد.

## ثبت ملی
سرآب روانسر به عنوان ۵۷اُمین اثر ملی توسط سازمان میراث فرهنگی در ۲۷ اسفند ۱۳۸۷ در فهرست میراث طبیعی ایران قرار گرفت.

## خشک شدن
در سال ۱۳۸۶ سرآب روانسر دچار کم‌آبی شدید شد، اما به کلی خشک نشد. در سال ۱۳۹۹ میانگین دبی این سرآب ۲۷۰۰ لیتر بر ثانیه بوده‌است.
در ۳۱ تیر ۱۴۰۰ سرآب روانسر بر اثر خشکسالی و کاهش شدید بارندگی در سال آبی اخیر خشک شد.
در ۴ آبان ۱۴۰۰ اعلام شد که علیرغم آغاز فصل پاییز دبی سرآب روانسر به نزدیک صفر رسیده و این سرآب به دلیل کاهش بارندگی و عدم امکان تغذیه از کوهستان شاهو به‌کلی خشک شده‌است. خشک شدن سرآب روانسر سبب تلف شدن بین ۹ تا ۱۰ هزار ماهی شد که عمدۀ آن‌ها از گونه‌های کپور و زردک بوده‌اند. ادارۀ محیط زیست به همراه سازمان مردم‌نهاد چرو با انتقال اندک آب باقی‌ماندۀ چشمه از طریق پمپاژ با کف‌کش برکه‌ای کوچک را در بستر دریاچه ایجاد کردند که تعداد کمی از ماهیان این سرآب را از مرگ نجات داده‌است. در ۲۱ آبان ۱۴۰۰ کانون پرورش فکری کودکان و نوجوانان در مکان سرآب روانسر جشنواره‌ای به نام آوه‌زین برگزار کرد که طی آن ضمن خواندن سرود و دف‌نوازی، برای احیای دریاچه دعای طلب باران خوانده شد.

## بازدید گردشگران
پیرامون دریاچۀ سرآب روانسر چندین واحد برای اقامت گردشگران وجود دارد. همچنین واحدهای تجری فروش صنایع دستی در اطراف دریاچه راه‌اندازی شده‌است. در آبان ۱۴۰۰ اعلام شد که با خشک شدن سرآب روانسر و همچنین شیوع کرونا بازدید گردشگران از این دریاچه نیز به یک سوم کاهش یافته و باعث کاهش فروش غرفه‌های صنایع دستی پیرامون آن شده و زمان بازدید گردشگران نیز به سه تا چهار ساعت کاهش یافته و واحدهای اقامتی نیز با رکود مواجه شده‌اند.